# ハウトレイン
ハウトレイン（アフリカーンス語: 英語: Gautrain）は、南アフリカの鉄道路線である。

## 概要
2010年のワールドカップ開催を機に、官民共同事業として2010年に開通した。特に、白人が多く住み現在のヨハネスブルグの中央経済地区となっているサントン地区やローズバンクとO・R・タンボ国際空港、そしてプレトリアと間を安全に結ぶ交通手段として建設された。2010年6月にサントン～ヨハネスブルグ国際空港間が開通。その後、2011年にはプレトリア・ハットフィールドまで、2012年にはヨハネスブルグパーク駅まで延伸開通した。南アフリカの鉄道は狭軌であるが、この路線は標準軌で建設されている。
開通後、1日あたりの平均輸送人員を100,000人として、ヨハネスブルグ近郊のナショナルロード・N1の交通量を20％削減すると予測されている。

## 路線
サントン駅からヨハネスブルグパーク駅までの15kmほどは地下鉄となる。
- 全長：76.3km
  - ハットフィールド - マールボロ - ヨハネスブルグパーク：61.8km
  - O・R・タンボ国際空港 - マールボロ：14.5km
- 駅数：10
- 所要時間
  - ハットフィールド - ヨハネスブルグパーク：42分
  - プレトリア - サントン：R60
  - プレトリア - ヨハネスブルグパーク：36分
  - O・R・タンボ国際空港 - サントン：14分

## 運行形態
- 本線：ハットフィールド～ヨハネスブルグパーク間
- 空港線：O・R・タンボ国際空港～サントン間

ボンバルディア社製（組立は南アの現地企業ユニオン・キャリッジ・アンド・ワゴンも担当）のエレクトロスター4・８両編成の列車が平日はピーク時で毎時5本（12分間隔）、それ以外の時間帯で毎時3本（20分間隔）、休日は毎時2本（30分間隔）で運行されている。運行時間は5時台～21時過ぎまでで、最終電車が20時台となる駅も多い。最高速度は160km/hである。空港線はヨハネスブルグパークまでは直通せず、サントン駅までの運行となる。

## 運賃
運賃は距離制であり、O・R・タンボ国際空港からの運賃は高く設定されている。また、本線は時間帯によって運賃が変わり、最も高いレッド（平日6時半～7時半）、次いでオレンジ（平日6時～6時半、7時半～8時半、15時半～18時と土日・祝日の終日）、最も安いグリーン（平日始発～6時、8時半～15時半、18時～終電）の三つの時間帯に分かれている。空港線は終日同料金である。以下は本線は左からグリーン/オレンジ/レッドの順の料金である。
- 本線
  - ハットフィールド - ヨハネスブルグパーク：52/65/72ランド
  - プレトリア - サントン：43/54/60ランド
  - プレトリア - ヨハネスブルグパーク：49/61/68ランド
- 空港線
  - O・R・タンボ国際空港 - サントン：142ランド
  - O・R・タンボ国際空港 - ヨハネスブルグパーク：153ランド
  - O・R・タンボ国際空港 - プレトリア：164ランド

## 駅一覧

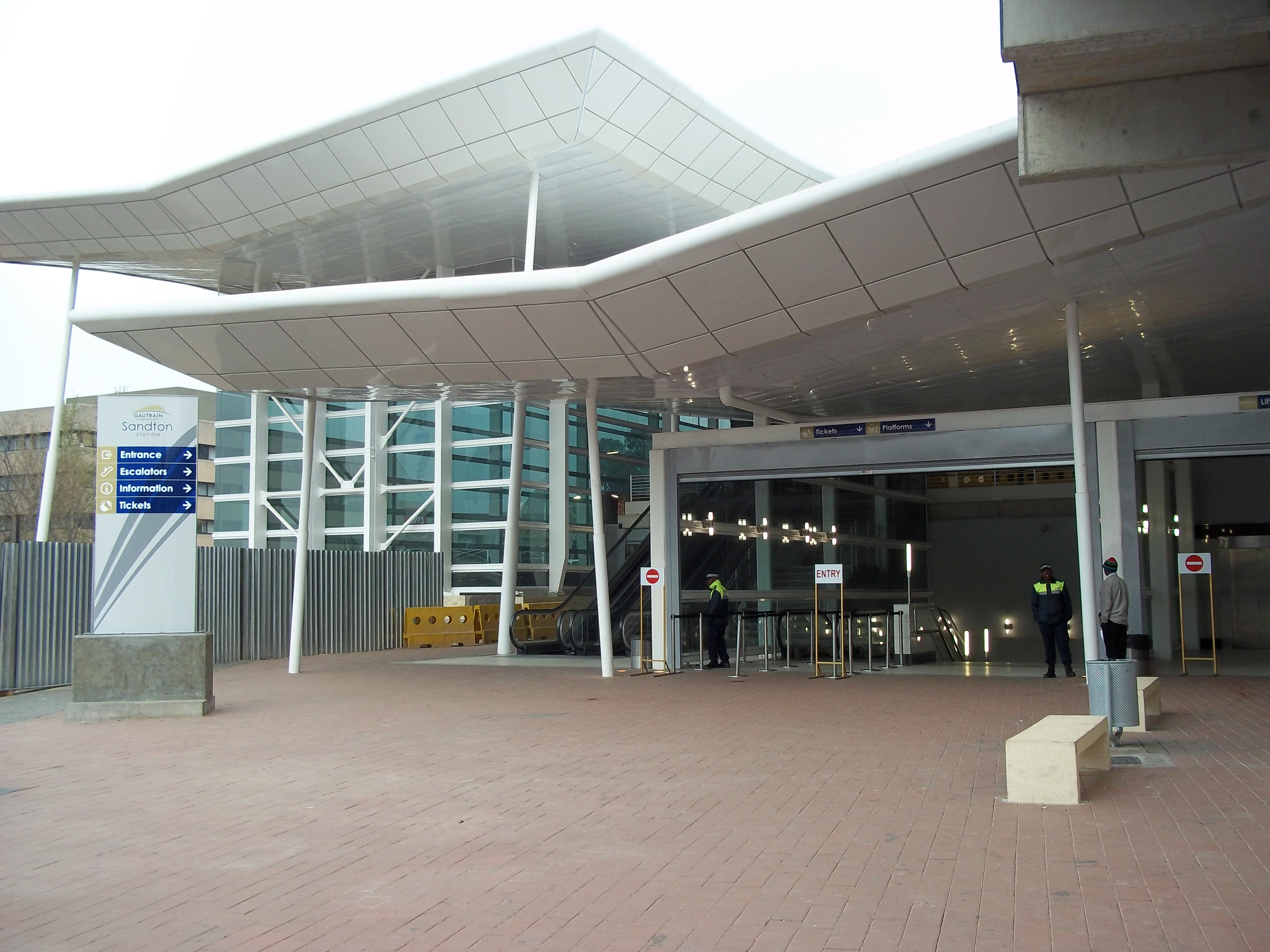
サントン駅
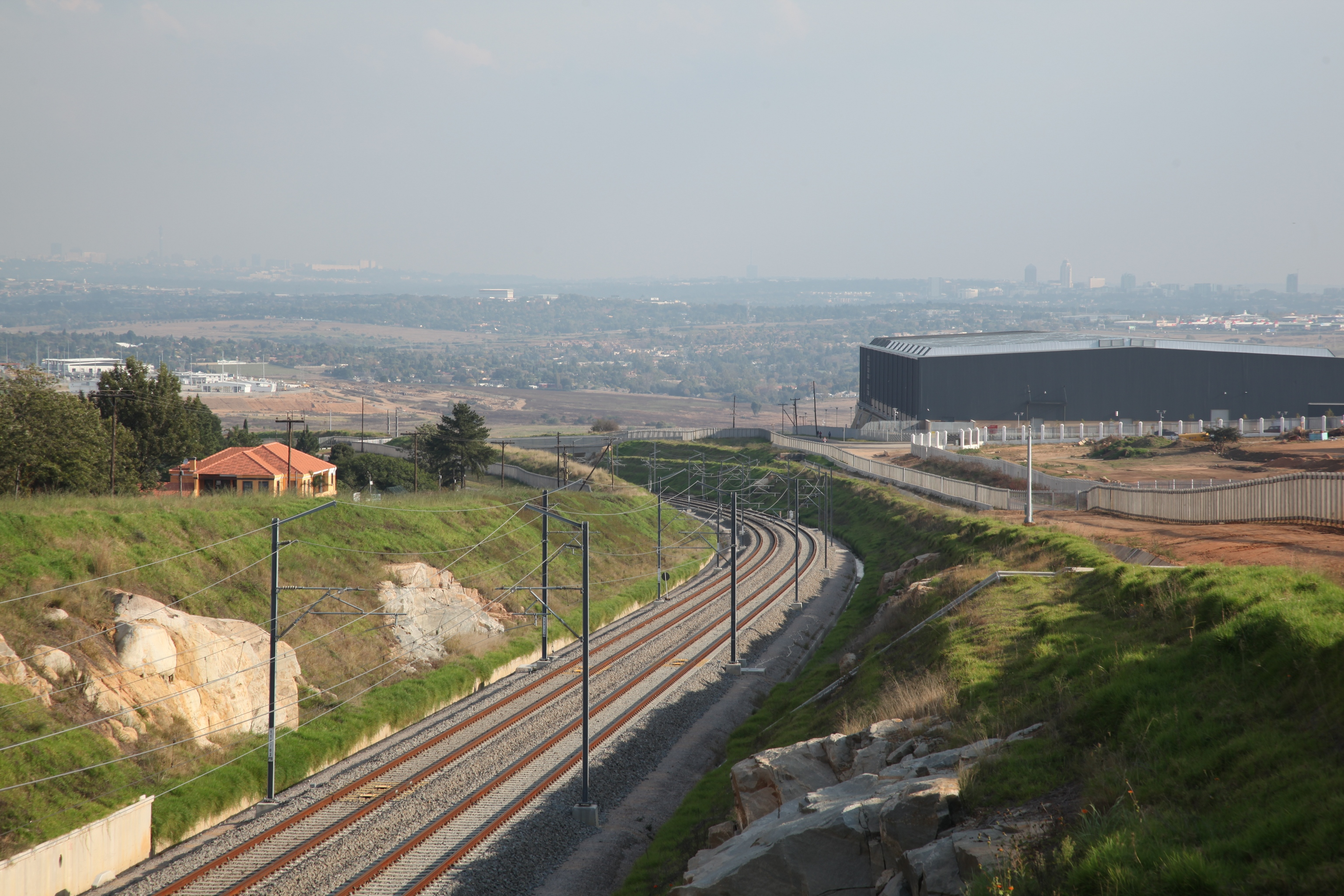
ミッドランド駅付近の線路
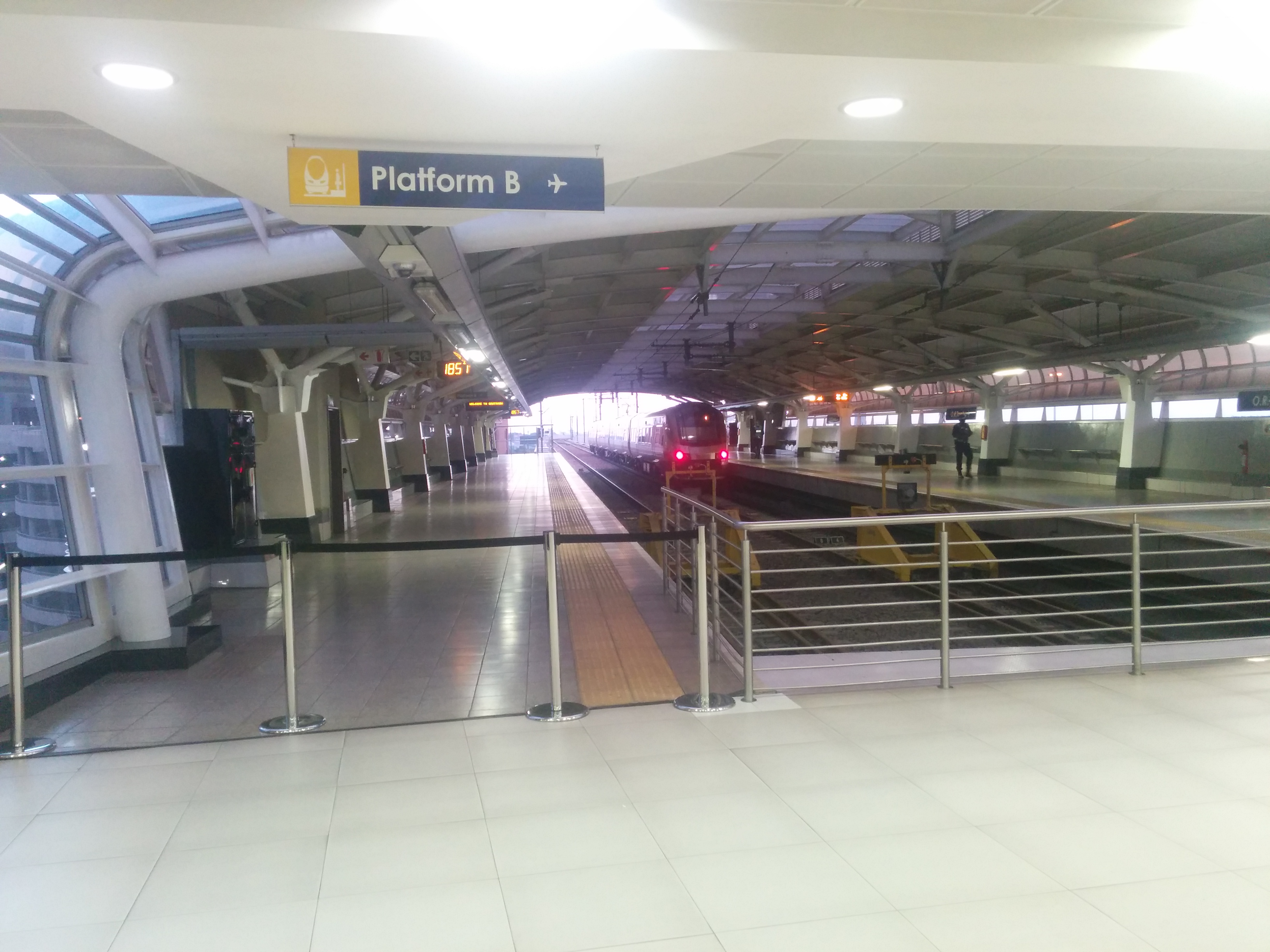
O・R・タンボ国際空港駅
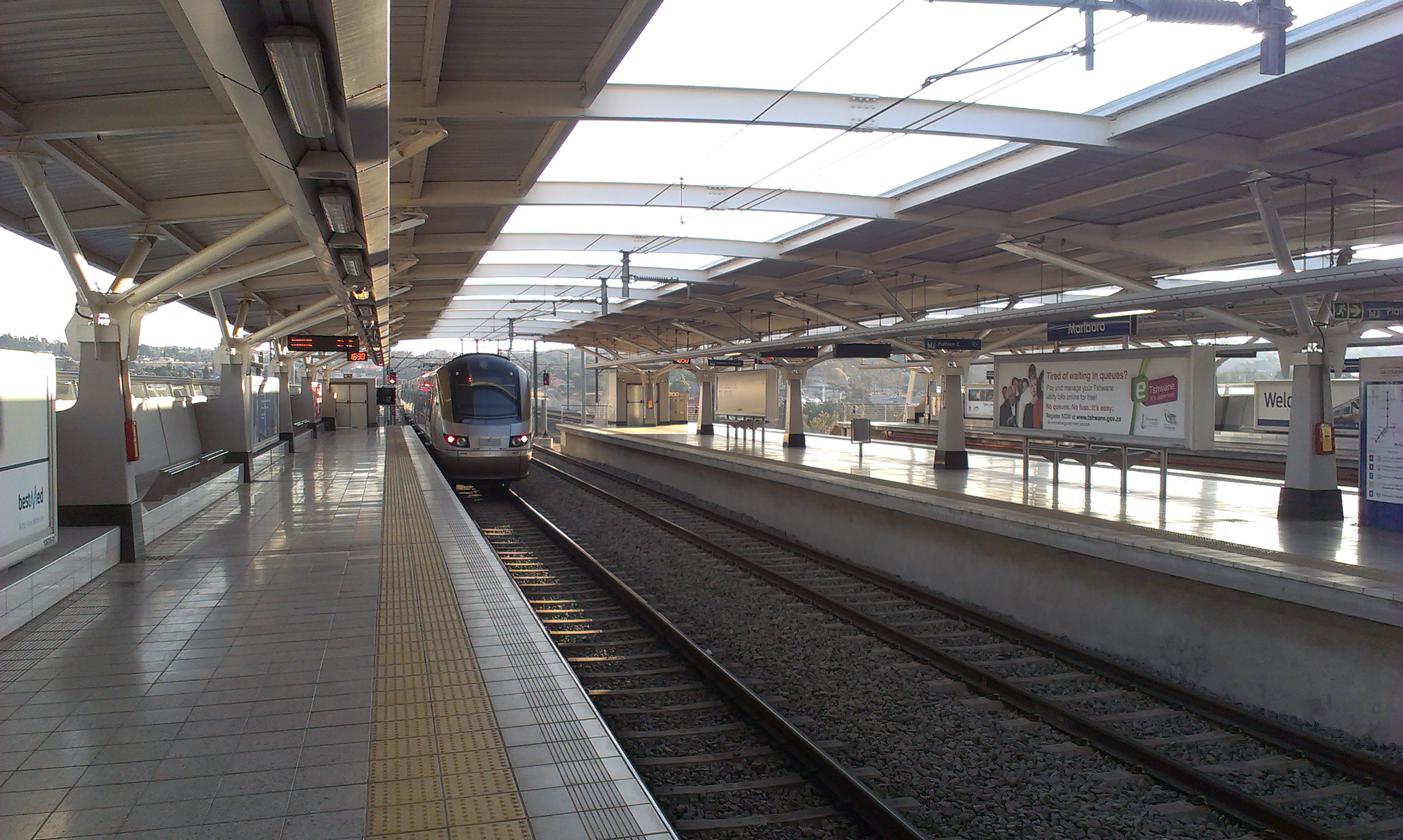
マールボロ駅
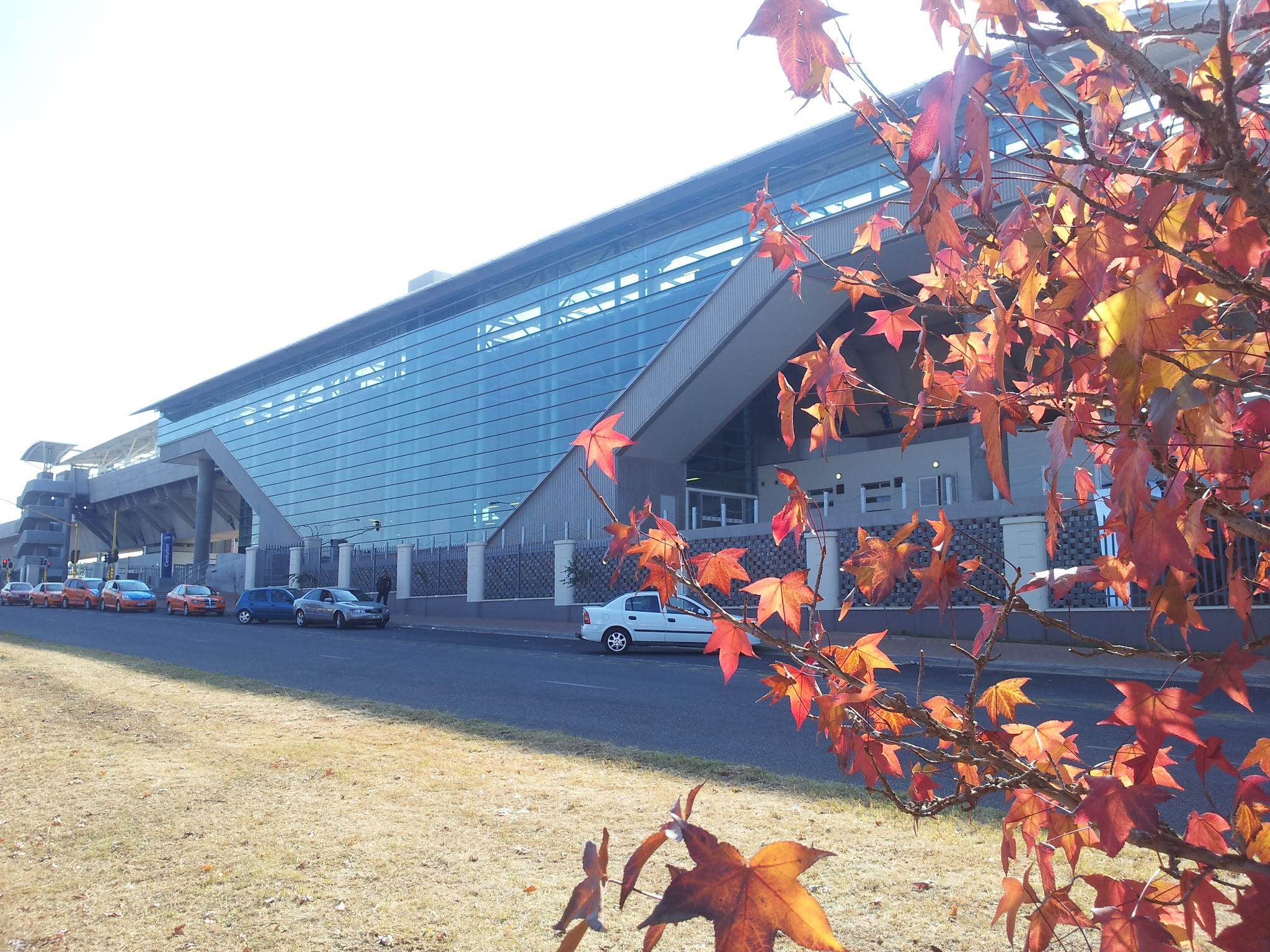
センチュリオン駅

| 本線（ノース＝サウス線） | 本線（ノース＝サウス線） | 本線（ノース＝サウス線） | 本線（ノース＝サウス線） | 本線（ノース＝サウス線）                                        | 本線（ノース＝サウス線） | 本線（ノース＝サウス線） |
| 駅名                     | 形状                     | 駅間 キロ                | 営業 キロ                | 接続路線                                                        | 所在地                   | 所在地                   |
| ------------------------ | ------------------------ | ------------------------ | ------------------------ | --------------------------------------------------------------- | ------------------------ | ------------------------ |
| ハットフィールド駅       | 地上                     | 0.0                      | 0.0                      | メトロレール                                                    | ハウテン州               | プレトリア               |
| プレトリア駅             | 地上                     | 5.7                      | 5.7                      | ショショローザ・メイル ブルートレイン ロボスレイル メトロレール | ハウテン州               | プレトリア               |
| センチュリオン駅         | 高架                     | 9.9                      | 16.6                     |                                                                 | ハウテン州               | プレトリア               |
| ミッドランド駅           | 高架                     | 17.5                     | 34.1                     |                                                                 | ハウテン州               | ヨハネスブルグ           |
| マールボロ駅             | 地上                     | 12.2                     | 46.3                     | ハウトレイン : 空港線                                           | ハウテン州               | ヨハネスブルグ           |
| サントン駅               | 地下                     | 5.3                      | 51.6                     |                                                                 | ハウテン州               | ヨハネスブルグ           |
| ローズバンク駅           | 地下                     | 5.5                      | 56.1                     |                                                                 | ハウテン州               | ヨハネスブルグ           |
| ヨハネスブルグパーク駅   | 地下                     | 5.7                      | 61.8                     | ショショローザ・メイル メトロレール                             | ハウテン州               | ヨハネスブルグ           |
| 空港線                   |                          |                          |                          |                                                                 |                          |                          |
| 駅名                     | 形状                     | 駅間 キロ                | 営業 キロ                | 接続路線                                                        | 所在地                   | 所在地                   |
| O・R・タンボ国際空港駅   | 高架                     | 0.0                      | 0.0                      |                                                                 | ハウテン州               | ヨハネスブルグ           |
| ローデスフィールド駅     | 高架                     | 0.8                      | 0.8                      | メトロレール                                                    | ハウテン州               | ヨハネスブルグ           |
| マールボロ駅             | 地上                     | 13.7                     | 14.5                     | ハウトレイン : 本線                                             | ハウテン州               | ヨハネスブルグ           |

- サントン駅
- ミッドランド駅付近の線路
- O・R・タンボ国際空港駅
- マールボロ駅
- センチュリオン駅

## 駅と車内の安全について
各駅、車両内の警備は厳重であり、運賃も高額であることと、白色人種の多い「富裕層地区」を中心に通るため、メトロレールとは対照的に治安上は全く問題なく「安全」な公共交通機関である。利用者のほとんどが白色人種と富裕層のアフリカ人種(黒人)である。
ヨハネスブルグパーク駅の外は「非常に危険」であるが、ハウトレインの駅設備は他の駅施設と区別されており、ハウトレインの施設外に出ない限り問題ない。メトロレールとの乗換駅であるローデスフィールド駅もハウトレインの駅施設は安全確保のためにメトロレールの駅構内とは完全に隔離された構造となっており、構内には切符保持者のみしか入境できない。

## 延伸計画
2015年6月に延伸計画が発表され、将来的にはソウェトなどへ延伸される計画がある。

## 脚註
1. ↑  “Gautrain to expand to Mamelodi, Soweto”. en:eNCA (2015年6月23日). 2015年11月16日閲覧。